# Chloe Webb
 (janvier 2022).
Si vous disposez d'ouvrages ou d'articles de référence ou si vous connaissez des sites web de qualité traitant du thème abordé ici, merci de compléter l'article en donnant les références utiles à sa vérifiabilité et en les liant à la section « Notes et références ».
Chloe Webb, née le 25 juin 1956 à Greenwich Village (New York), est une actrice américaine.

## Biographie

### Enfance
Chloe Webb a beaucoup voyagé pendant son enfance à cause du travail de son père. À 16 ans, elle décide d'étudier au Conservatoire de théâtre et musique de Boston. Elle a écrit et joué dans la pièce Forbidden Broadway. Chloe Webb a une passion pour la chanson, elle a commencé à chanter dans des bars, alors qu’elle était trop jeune[réf. nécessaire]. Un jour[évasif], elle a décidé qu’elle préférait la comédie

### Carrière
Durant les années 1980, elle a joué dans quelques pièces de théâtre qui se donnaient sur Los Angeles. Elle a reçu un New York Film Critics Award et National Society of Film Critics Award pour son rôle de Nancy Spungen dans le film culte Sid & Nancy (1986). De plus, Chloe Webb a reçu quelques prix pour son travail au théâtre.  Elle enchaîne ensuite les projets au cinéma. De 2011 à 2016, elle obtient le rôle de Monica Gallagher dans la série Shameless. 

### Vie privée
Elle est mariée à John Thomas Gelder depuis 1975[réf. nécessaire].

## Filmographie
- 1986 : Sid and Nancy : Nancy Spungen
- 1987 : Le Ventre de l'architecte (The Belly of an Architect) : Louisa Kracklite
- 1988 : China Beach (TV) : Laurette Barber
- 1988 : Jumeaux (Twins) : Linda Mason
- 1989 : SOS Fantômes 2 (Ghostbusters II) : Elaine
- 1990 : Un ange de trop (Heart Condition) : Crystal Gerrity
- 1991 : Queens Logic : Patricia
- 1991 : Il y a des jours comme ça (Lucky Day) (TV) : Allison
- 1993 : Twenty Bucks : Convenience Store Clerk
- 1993 : Silent Cries : Dinki Denk
- 1993 : Les Chroniques de San Francisco ("Tales of the City") (feuilleton TV) : Mona Ramsey
- 1993 : Une femme dangereuse (A Dangerous Woman) : Birdie
- 1994 : Rendez-vous avec le destin (Love Affair) : Tina Wilson
- 1997 : She's So Lovely : Nancy Swearingen
- 1998 : Le Gang des Newton (The Newton Boys) : Avis Glasscock
- 1998 : Les Ensorceleuses (Practical Magic) : Carla
- 2001 : La Ballade de Lucy Whipple (The Ballad of Lucy Whipple) (TV) : Sophie
- 2004 - 2005 : Mon oncle Charlie: saison 2, épisode 22 : Truddy
- 2005:  Medium : saison 2, épisode 3 : l'avocate - Margareth (Maggie)
- 2011 - 2016 : Shameless : Monica Gallagher
- 2019 : New York, unité spéciale (saison 20, épisode 17) : Rowan Mauer